# Myrra Malmberg
Anna Myrra Malmberg, wcześniej Anna Margareta Malmberg (ur. 20 grudnia 1966, w Farsta, Sztokholm) – szwedzka piosenkarka i artystka musicalowa. Wydała kilka albumów muzycznych. Grała rolę Marii w musicalu West Side Story (Göteborg), Evity w Evicie (Sztokholm), Christine w Upiorze w operze (Londyn), Cosette w Les Misérables (Londyn), oraz Estellę w Great Expectations (Londyn). W 1998 zajęła trzecie miejsce w szwedzkich kwalifikacjach do finału Konkursu Piosenki Eurowizji (zaśpiewała wtedy piosenkę Julia).  
Zajmowała się podkładaniem głosu do szwedzkiej wersji Aladyna (jako Jasmine), Małej Syrenki 2: Powrót do morza (jako Ariel), Małej Syrenki: Dzieciństwo Ariel (jako Ariel) oraz do Herkulesa (jako Megara). 

## Dyskografia
- Emma i Jekyll&Hyde - The Musical på China Teatern (2008)
- Bossa Kiss Pop (2006)
- Sings Sondheim (2002)